# Ricardo Barros
Ricardo Filipe Barros Rodrigues (sinh ngày 27 tháng 4 năm 1990), hay Barros, là một cầu thủ bóng đá người Bồ Đào Nha thi đấu cho Leixões S.C. ở vị trí tiền đạo.